# 기타요시다역
기타요시다역(일본어: 北吉田駅)은 일본 니가타현 쓰바메시에 위치한 동일본 여객철도 에치고선의 철도역이다. 단선 승강장 1면 1선의 구조를 갖춘 지상역이다.

## 이용 현황
| 승차 인원 추이 | 승차 인원 추이 |
| 연도           | 1일 평균       |
| -------------- | -------------- |
| 1991           | 706            |
| 2010           |                |

## 역 주변
- 쓰바메 시 요시다 종합 체육관

## 역사
- 1984년 4월 8일 : 국철 에치고선의 역으로서 요시다 - 이와무로 간에 신설 개업.
- 1987년 4월 1일 : 일본국유철도 분할 민영화에 의해, 동일본 여객철도가 승계.
- 2006년 1월 21일 : IC 카드 Suica 서비스 개시.

## 인접 역
| 동일본 여객철도 에치고선 | 동일본 여객철도 에치고선 | 동일본 여객철도 에치고선 |
| ------------------------ | ------------------------ | ------------------------ |
| 요시다 가시와자키 방면   | ■ 에치고선               | 이와무로 니가타 방면     |